# Burkhardtsdorf (Apolda)
Burkhardtsdorf ist ein Ortsteil der Stadt Apolda im Nordosten des thüringischen Landkreises Weimarer Land.

## Geographische Lage
Burkhardtsdorf liegt an der südwestlichen Stadtgrenze von Apolda in Richtung Herressen. Es grenzt an die Herressener Promenade, in der jährlich unter anderem das Apoldaer Park- und Heimatfest stattfindet.

## Geschichte
Die Gründung der Siedlung Burkhardtsdorf geht auf den Mauermeister Heinrich Burkhardt (1859–1947) zurück. Dieser gründete 1883 sein Bauunternehmen und errichtete in Apolda zahlreiche Wohnhäuser und Industriebauten. In der nach ihm benannten Siedlung „Burkhardtsdorf“ ist Heinrich Burkhardt als Bauherr und Bauunternehmer für die meisten Gebäude verantwortlich. Sie entstand zwischen 1890 und 1922 und gehörte damals noch nicht zu Apolda.
Im Rahmen der ersten Thüringer Kommunalreform unmittelbar nach der Gründung des Landes 1920 wurde Burkhardtsdorf als Teil der Gemeinde Oberroßla am 1. Oktober 1922 in die Stadt Apolda eingemeindet.

## Infrastruktur
Die in Burkhardtsdorf befindliche Bushaltestelle „Herressener Straße“ wird wochentags 6–17 Uhr von der PVG mbH Weimarer Land mit der Linie 291 (Apolda–Frankendorf) bedient. Von ihr aus sind auf direktem Wege Apolda und in der anderen Richtung Herressen, Sulzbach, Oberndorf, Kapellendorf und Frankendorf erreichbar.
Die nächstgelegenen Schulen sind die Grundschule Herressen-Sulzbach, das Gymnasium Bergschule Apolda und die Regelschule „Pestalozzi“ Apolda.